# Бадар
Бадар или Бадер (на македонска литературна норма: Бадар) е село в община Ибрахимово (Петровец) на Северна Македония.

## География
Селото се намира в областта Блатия на десния бряг на Пчиня.

## История
Край Бадар се намира археологически обект Дърма. В миналото грешно е идентифициран като споменатата от Прокопий Кесарийски крепост Бедeриана, край която се намира родното място на император Юстиниан I Таврезиум. Според съвременни изследвания Бедериана се намира край днешен Ниш.
Предположението, че обектът Дърма е Бедериана, което се основава предимно на сходството на имената, е опровергано от допълнителни научни изследвания, които показват, че името на село Бадар възниква през периода на османското владичество, тъй като местността преди това се е наричала Румена лъка, а едва след турското завоевание се нарича Бехадир, от което произлиза съвременното име Бадар, което няма нищо общо с древното Бедeриана.
В края на XIX век Бадар е село в Скопска каза на Османската империя. Според статистиката на Васил Кънчов („Македония. Етнография и статистика“) към 1900 година в Бадеръ (Румя Лака) живеят 120 българи християни.
В началото на XX век цялото население на селото е под върховенството на Българската екзархия. По данни на секретаря на екзархията Димитър Мишев („La Macédoine et sa Population Chrétienne“) в 1905 година в Бадер има 120 българи екзархисти и в селото фукционира българско училище.
При избухването на Балканската война в 1912 година един човек от Бадар е доброволец в Македоно-одринското опълчение.
След Междусъюзническата война в 1913 година селото попада в Сърбия.
На етническата си карта от 1927 година Леонард Шулце Йена показва Бадер (Bader) като село с неясен етнически състав.
Според преброяването от 2002 година селото има 15 жители – 9 северномакедонци, 5 роми и 1 друг.

## Личности
Родени в Бадар
- Стоян Траянов Панев, македоно-одрински опълченец, Четвърта рота на Втора скопска дружина[8]